# 쇼토쿠왕
쇼토쿠왕(일본어: 尚徳王 상덕왕[*]; 1441년 ~ 1469년)는 류큐왕국 제1쇼씨 왕조의 제7대 국왕(재위 기간: 1461년 ~ 1469년)이자 제6대 류큐 국왕이다. 쇼토쿠왕은 제1쇼씨 왕조의 마지막 왕이었다. 그의 아버지는 전대 국왕 쇼타이큐이다. 신호(神號)는 하치만노아지(八幡之按司) 혹은 세타카왕(世高王)이다.

## 생애
쇼토쿠는 쇼타이큐왕의 제3번째 왕자로 태어났다(1460년). 아버지인 쇼타이큐왕이 세상을 떠난 뒤 즉위했다. 다음해에는 명나라로부터 책봉받았다.
말라카에서 사자를 파견하고 말라카와의 무역을 시작했다. 북쪽으로는 일본, 조선, 남쪽으로는 말라카, 시암 왕국과 류큐는 중국과의 교역을 중심으로 서로 교역을 했다.
1466년에 국왕이 스스로 2000명의 병사를 이끌고 기카이섬(喜界島)으로 원정을 나갔다. 기카이섬은 류큐왕국의 영토로 편입되었다. 1469년에 29세로 세상을 떠났다. 그를 마지막으로 제1쇼씨 왕조는 사라지고, 쇼엔왕의 등극으로 제2쇼씨 왕조가 마지막 쇼타이왕까지 류큐왕국을 다스리게 되었다.

## 가족
- 아버지: 쇼타이큐왕